# Typhlomyrmex prolatus
Typhlomyrmex prolatus är en myrart som beskrevs av Brown 1965. Typhlomyrmex prolatus ingår i släktet Typhlomyrmex och familjen myror. Inga underarter finns listade i Catalogue of Life.